# Ziconotide
El ziconotide es un fármaco analgésico usado en el tratamiento del dolor crónico. Es un derivado del veneno de la especie Conus magus de la familia de los caracoles cono marinos o cónidos; una forma sintética de un péptido de este caracol, la conotoxina omega -Ω-conotoxina M-VII-A (N-tipo) -un antagonista del calcio-.
El fármaco posee dos ventajas importantes: su poder adictivo se considera bajo o nulo (comparado con otros fármacos) y posee un potencial analgésico 1000 veces superior a la morfina. Sus desventajas también son destacables: exclusiva administración por vía intratecal y, en algunos pacientes, importantes efectos secundarios.

## Descubrimiento e historia
Desde las primeras investigaciones marinas a finales de los 60 por Baldomero Olivera, quien recordaba sus efectos mortales, ya que vivió su infancia en las islas Filipinas donde el caracol es abundante, los científicos estaban sorprendidos por los efectos de los miles de productos químicos existentes en las toxinas del caracol cono marino (conidae).
El ziconotide fue descubierto a comienzos de los 80 por Michael McIntosh, quien -recién salido de la Escuela de Secundaria- estaba trabajando con Baldomero Olivera. El fármaco fue desarrollado en su forma sintética por Elan Corporation.
El ziconotide fue el primer calmante derivado de las toxinas del caracol cono marino y fue aprobado por la Agencia de Medicamentos y Alimentos (FDA) de EE. UU. en diciembre de 2004 bajo el nombre de "Prialt" para su administración en el fluido cerebroespinal usando una bomba de infusión por vía intratecal. La Comisión Europea aprobó su uso el 22 de febrero de 2005. 
Otros fármacos derivados del veneno de los cónidos (de la especie Conus magus y de otras como Conus victoriae -caracol cono reina victoria- y el Conus geographus) se encuentran en ensayos clínicos y preclínicos para su uso analgésico y para posibles tratamientos del Alzheimer, la enfermedad de Parkinson y le epilepsia. 
Las toxinas de los cónidos se denominan conotoxinas y están compuestas por varios péptidos especializados en un canal o receptor nervioso concreto; el veneno contiene componente inhibidores del dolor. Una de las  neurotoxinas paralizantes es la tetrodotoxina.

## Mecanismo de acción
Todavía se desconoce el mecanismo de acción del ziconotide en los seres humanos. Los resultados en los estudios con animales sugieren que el ziconotide bloquea los canales del calcio tipo N en los nervios nociceptivos primarios en la médula espinal.

## Uso terapéutico
Tanto por la importancia de los efectos secundarios como por la ineficacia absoluta en su administración por vía oral o vía intravenosa, el ziconotide debe ser administrado por vía intratecal (directamente en el fluido de la médula espinal). Esto supone que su administración, además de resultar costosa (económicamente), se lleva a cabo de la forma más invasiva (vía intratecal) lo que implica riesgos adicionales.
La terapia con ziconotide se considera indicada solamente para el tratamiento del dolor crónico severo en aquellos los pacientes para quienes se autoriza la terapia intratecal (T.I.) y a quienes son intolerantes o refractarios a otros tratamientos, tales como las terapias analgésicas sistémicas y la terapia intratecal con morfina
Estas circunstancias debe valorarse junto con el grado de dolor, -tanto en términos de cantidad como duración-, y la ausencia de signos de tolerancia o dependencia incluso después de la prescripción del tratamiento y valorando otras terapias que no se hayan probado con el paciente. Ziconotide está contraindicado en pacientes que hayan padecido trastorno psicológico (psicosis) ya que son más susceptibles a ciertos efectos secundarios severos.

## Reacciones adversas
Los efectos secundarios más comunes son vértigos, náuseas, confusión, y dolor de cabeza. Otros pueden incluir la debilidad, hipertonía (rigidez), ataxia, visión anormal, anorexia, somnolencia, insensibilidad en los pies y problemas de memoria. Los efectos secundarios más severos, pero más raros son las alucinaciones, los pensamientos de suicidio, aparición o empeoramiento de la depresión y meningitis. Por lo tanto, está contraindicado en enfermos con antecedentes de psicosis, esquizofrenia, depresión clínica, y desorden bipolar.

## Patente
El fármaco fue patentado por Neurex Corp., una compañía estadounidense adquirida en 1998 por Elan Corporation, plc de Irlanda. La asignación incluyen los siguientes número de patentes americanas: 5.859.186, 5.795.864, 5.770.690, 5.587.454, y 5.559.095.